# Sa(n)jam knjige u Istri
Sa(n)jam knjige u Istri najveći je autorski sajam knjiga u Hrvatskoj, a ujedno i najveći festival autora u široj regiji. Osnovan je 1995. godine i od tada se u Puli održava u neprekinutom nizu. Novinari su ga proglasili “hrvatskim Leipzigom”, autori “sajmom s ljudskim licem”,  a publika mu je dodijelila titulu “najoriginalnijeg kulturnog događaja u Hrvatskoj”. Okuplja oko 250 nakladnika. U programima festivala sudjeluje više od 200 autora, urednika, prevoditelja i književnih kritičara. Najveća je kulturna manifestacija zimske sezone u Puli i Istri.

## O sajmu
Održava se svakog prosinca u Puli i traje desetak dana. Utemeljila ga je pulska knjižara Castropola 1995., idejni začetnik je bio Boško Obradović, a sajam od osnivanja vodi Magdalena Vodopija. U prvoj godini je okupio 56 nakladnika iz Hrvatske. Iduće godine postaje međunarodni, a 2004. okuplja više od 200 izdavača. Od 2001. se naziva Sa(n)jam knjige u Istri.
Izložba knjiga i popratni programi odvijaju se u secesijskoj austrougarskoj palači Marine Kasino (Dom hrvatskih branitelja). Ostali prostori koji se povremeno ili stalno koriste za dijelove sajamskog programa su Galerija Cvajner, Istarsko narodno kazalište, Multimedijalni centar Luka, Filozofski fakultet, Gradska knjižnica, rock klub Uljanik, Galerija Makina, Kino Valli, kafe bar Rock, Zajednica Talijana (Circolo). Od 2004. do 2014. u sklopu sajma se dodjeljivala knjižna nagrada "Kiklop". Projekti Sa(n)jma knjige u Istri su i Monte Librić - Festival dječje knjige i autora, te multidisciplinarni festival Polis-Jadran-Europa.
Sa(n)jam knjige u Istri najveća je smotra hrvatskog nakladništva na kojoj sudjeluju ravnopravno i veliki i mali nakladnici. Okuplja oko 250 hrvatskih nakladnika. Organizatori navode kako je njegova posebnost u tome što se etablirao i kao festival susreta autora. Ugostio je velika imena europske i svjetske književne scene poput Orhana Pamuka, Umberta Eca, Petera Esterhazyja, Tess Gallagher, Ludvika Vaculika, Claudia Magrisa, Jiria Menzela, Lenke Prochazkove, Thomasa Brussiga, Andreja Kurkova, Abdulaha Sidrana, Tatjane Tolstoj, kao i hrvatskih bardova poput Mirka Kovača, Miljenka Jergovića, Borivoja Radakovića, Julijane Matanović, Daše Drndić, Luke Paljetka, Predraga Matvejevića, Igora Mandića, Tonka Maroevića, Dragutina Tadijanovića, Zlatka Boureka, Irene Vrkljan, Nedjeljka Fabria, Dunje Vejzović, Arsena Dedića i mnogih drugih. 

## Festivalske teme i gosti kroz povijest
Svake godine obrađuje posebnu temu kao polazište i središte programa Sajma. 

#### Pisac kao putnik (2004)
Kroz temu Pisac kao putnik 10. Sajam raspravlja o recepciji Hrvatske i njezine baštine izvan njezinih granica. Pisac kao putnik i stvaratelj književnog mita o prostoru o kojem piše, ali i nespoznati prostor koji "prikriven" čeka literarnu imaginaciju i svoju mitologizaciju bila je središnja tema. U čast 10. Sajma tijekom godine su pozvani inozemni pisci u Istru da "očima stranca" vide i opišu što su doživjeli, a domaćini su im bili umjetnici, prirodoslovci i povjesničari iz Istre. Od inozemnih autora gostovali su: Francois Fejtöa (Francuska), Tess Gallagher (SAD), Klaus Hensel (Njemačka), Claudio Magris (Italija), Sándor Majaros (Mađarska), Rui Nunes (Portugal), Iztok Osojnik (Slovenija), Orhan Pamuk (Turska), Ilja Stagoff (Rusija) i Dragan Velikić (Srbija). Među domaćim autorima zvijezda je bio duhom mlađahni Dragutin Tadijanović. Posebno se predstavila i slavonska književnost, što je okrunjeno promocijom Povijesnog vodiča kroz Slavoniju.

#### Sajam iz nehata (2005)
Pod nazivom Sajam iz nehata, 2005. se obrađivao žanr krimića. U središnjem programu "Ne pucajte u autora" gostovali su domaći i strani pisci krimića: Veit Heinichen (Njemačka), Wiliam Lashner (Amerika), Nicolas Remin (Njemačka), Feđa Šehović (Hrvatska), Andrej Kurkov (Ukrajina), Edo Popović (Hrvatska), Mima Simić (Hrvatska)… Kroz ostale programe predstavili su se Dacia Marain (Italija), Aleksandar Vojinović, Zlatko Bourek, Nedjeljko Fabrio, Igor Mandić, Tonko Maroević, Boris Dežulović, Goran Tribuson, Zdravko Zima, Milorad Stojević, Slobodan Šnajder, Ivica Ivanišević, Ante Tomić, Jurica Pavičić, Ivana Sajko, Delimir Rešicki, Zoran Lazić, Tonći Kožula, Tea Benčić Rimay…

#### Poezija je pitanje srca (2006)
Tema 2006. je poezija, a radni naslov Sajma Poezija je pitanje srca. Festival su obilježili slavni talijanski spisatelji Umberto Eco i Claudio Magris koji su sa svojih dvadesetak europskih prevoditelja sudjelovali na simpoziju "Radovi u tijeku/Lavori in corso". Privilegirano mjesto u programu zauzela je i Crna Gora čijim je predstavljanjem porinut novi multidisciplinarni festival: Polis-Jadran-Europa. Nova crnogorska literarna scena uz pravu „ecomaniju“ koju je izazvao dolazak Umberta Eca bila je žarište interesa i publike i medija. Publici su se predstavili suvremeni crnogorski autori: Andrej Nikolaidis, Ognjen Spahić, Dragan Radulović, Aleksandar Bečanović, Dragana Tripković, Jovanka Uljarević, Varja Đukić...U programu "Suton uz knjigu" gostovali su i: Gyeorgy Dalos, Sibila Petlevski, Renato Baretić, Milana Vuković Runjić, Predrag Matvejević…Gostovali su i glazbenici Rambo Amadeus, Kemal Monteno i Radojka Šverko.

#### Filozofija i znanost (2007)
Filozofija i znanost je tema 13. Sa(n)jam knjige u Istri. Znanstvene radionice, znanstveni «eksperimenti» na Sajmu, «Znanost kao igra», «Filozofske škole», bile su dio osebujnog koji je stvorio astronom Korado Korlević i njegov tim. Na 13. Sajmu žarište je bilo Balkan bez mita i predrasuda. Filozofska misao i esejistika bila je odrednica ovoga trodnevnog programa – Balkanske (op)sesije u kojem su sudjelovali čuveni pisci, sociolozi, političari, antropolozi i ostali uglednici poput: Slavoja Žižeka, Žarka Paića, Aleša Debeljaka, Andreja Nikolaidisa, Katarine Luketić, Aleksandra Prokopieva, Ivana Čolovića, Ljiljane Filipović, Aleksandra Kjoseva, Nermina Sarajlića, Elizabete Šeleve, Beqë Cufaja, Ermisa Lafazanovskog, Srđe Pavlovića, Andree Pisac i mnogi drugi autori s Balkana koji su pokušali srušiti mit o Balkanu kao divljoj i konfliktnoj sredini i ukazati na osebujnu duhovnu i intelektualnu energiju ovog prostora.

#### Literarni nomadi (2008)
Tema 14. Sajma bila je Literarni nomadi, književnici i znanstvenici koji ne samo da djeluju u novim sredinama, već su i svojim stvaralaštvom postali dio kulture zemlje koju su odabrali kao svoju novu domovinu, literarno se izražavaju novim jezikom, a u temama i motivima oslonjeni su kako na kulturu iz koje dolaze tako i na onu u koju su došli. Neki od knjjiževnih nomada koji su gostovali na 14. Sajmu: češki pisac Jirij Gruša, diplomat i predsjednik svjetskog PEN-a, Kenneth White, škotski pjesnik i teoretičar nomadizma, najprevođeniji bugarski pisac Georgi Gospodinov, poznati suvremeni mađarski pisac rumunjskih korijena Gyorgy Dragoman, Marica Bodrožić, autorica hrvatskih korijena koja piše na njemačkom jeziku i u Njemačkoj je vrlo zapažena, Bora Ćosić i ostali. Održao se i teorijski skup "Nomadske (op)sesije", pod vodstvom mladog filozofa Srećka Horvata. Na okruglim stolovima i diskusijama razgovarao je s Mikhail Ryklin, jednim od najpoznatijih i najutjecajnijih suvremenih ruskih filozofa i intelektualaca, njemačkim dramaturgom Michael Haerdter, profesorom postkolonijalne teorije s Yalea Mokhtar Ghambou i drugim sugovornicima. U novom programu "Autori iz susjedstva", stvorenog kako bi se približilo nakladništvo i autori iz regije, predstavili su se: Ivan Kordić, Mile Stojić i Jasna Šamić iz Bosne i Hercegovine, Olivera Kujundžić i Vujica Ognjenović iz Crne Gore, Vladimir Arsenijević, Vladislav Bajac, Goran Marković i Teofil Pančić iz Srbije. Prvi put u Puli zajedno su izlagali nakladnici iz Bosne i Hercegovine, Crne Gore i Srbije. Sajam je 2008. predstavio i novu manifestaciju, Festival dječje knjige Monte Librić, koji se održavao usporedno sa Sajmom i okupio neka od najznačajnijih imena hrvatske književnosti za djecu: Mladena Kušca, Zvonimira Baloga, Helenu i Zvonimira Bulaja, Miru Gavrana, Maju Glušević, Hrvoja Hitreca, Paju Kanižaja, Sanju Lovrenčić, Daniela Načinovića, Sanju Pilić, Sanju Polak i Melitu Rundek.

#### Retrospektiva (2009)
Za razliku od ranijih izdanja 15. Sa(n)jam knjige u Istri nije imao jednu središnju temu već je naglasak stavio na oživljavanje nekih od najzanimljivijih ideja i programa iz svoje povijesti. Na 66 programa sudjelovalo je blizu 200 sudionika, autora i gostiju. Alberto Manguel, veliki argentinski književnik otvorio je Sajam, a Daniel Dennett (Amerika), Dragan Živadinov (Slovenija), portugalski pisac Rui Zink, slovenski kantautor Vlado Kreslin, ruski pisac litvanskog podrijetla Ergali Gerom, srpski redatelj Slobodan Šijan i Miljenko Jergović samo su neki od autora koji su te godine pohodili Pulu.

#### Knjiga i film (2010)
Pod nazivom Knjiga i film šesnaesti Sajam istraživao je načine na koje se isprepliću književnost i film. Od povezivanja književnih predložaka i njihovih filmskih realizacija, predstavljanja autora koji su ostali zabilježeni i povezani u obje sfere djelovanja, preko revalorizacije scenarija i scenarista kao dijela književnog miljea, do niza ostalih načina povezivanja pisane riječi i filma putem zapisa i iskustava filmskih redatelja, glumaca, snimatelja, kaskadera, monografija redatelja, legendarnih glumaca, predstavljanja knjiga filmoloških studija, filmskih eseja, zbirki filmskih kritika, kronike i povijesti filma, enciklopedija, leksikona, igranih i dokumentarnih filmova o književnicima, pjesnicima… U posebnom programu "Zameo ih film" sudjelovali su Rajko Grlić, Ante Tomić, slovenski književnik i redatelj Goran Vojnović, poznat po knjizi Čefuri Raus i filmu Piran – Pirano, bugarski hit maker Alek Popov i drugi. U programu "Američka noć", koji je portretirao filmske autore na Sajmu, sudjelovali su njemačka glumica i redateljica Maria Schrader, redatelj Krsto Papić, glumac Bogdan Diklić. Ponoćni kauboji bio je noćni program razgovora o filmovima, odnosu knjige, scenarija i filma, glazbe i filma - uz mnoge ranije spomenute sudjelovali su Jurica Pavičić, Damir Karakaš, Slavoljub Stanković, Vinko Brešan, Andrijana Stojković. Na Doručku s autorom bili su Dejan Šorak, Dušan Makavejev, Zeruya Shalev, Viktor Žmegač, Slavko Goldstein, Alek Popov, Dušan Karpatsky, Karl Markus Gauss, Geert Mak i dr. Predstavljeni su časopisi Hrvatski filmski ljetopis, njemački časopis Scherbheft posvećen američkom redatelju litvanskih korijena Jonasu Mekasu i Treći program Hrvatskog radija s tematom Književnost i film koji je nastao u čast teme pulskog Sajma. Od teoretičara i kritičara filma sudjelovali su Hrvoje Turković, Diana Nenadić, Bruno Kragić, Enes Midžić, Nikica Gilić, Tonči Valentić, Jurica Pavičić, Tomislav Šakić, Marijan Krivak, Mima Simić, Srećko Horvat i dr. U posebnom programu "Hollycook" publici su se predstavili hrvatski gastronomi Ana Ugraković, Veljko Barbieri, Zlatko Gall i Stephan Machhi. 

#### Identitet drame - drama identiteta (2011)
"Identitet drame - drama identiteta" bila je tema 17. Sajma održanog 2011. Inozemni, domaći i regionalni autori, svaki na svoj način, progovorili su o kazalištu i identitetu. Sajam je otvorio poznati bosanskohercegovački pjesnik, scenarist i pisac Abdulah Sidran. U programima su sudjelovali iznimno važna njemačka teoretičarka Eriku Fischer-Lichte, austrijska zvijezda u usponu Thomas Glavinic, zatim Franz Hammerbacher, dramatičari i redatelji Mate Matišić, Slobodan Šnajder, Miro Gavran, Mirko Kovač, Oliver Frljić (uz kojega je Sajam te godine, zahvaljujući Istarskom narodnom kazalištu, ponudio gledateljima hrvatsku premijeru njegove predstave "Leksikon YU mitologije"), Dušan Jovanović, Arsenije Jovanović, Mani Gotovac i dr. U godini pedesete obljetnice Andrićeve Nobelove nagrade za književnost i trideset godina od smrti barda hrvatske književnosti Miroslava Krleže Sajam je obilježio i te dvije značajne godišnjice.

#### Mediteran: Bijelo i Crno more, Druga obala / L’altra costa (2012)
Slojevit program 18. Sajma se bavio turskom književnošću i kulturom kroz središnje teme: "Mediteran: Bijelo i Crno more" i "Druga obala / L’altra costa". Program "Bijelo i Crno more" donio je predstavljanje značajnih autora suvremene turske literarne scene: u Hrvatskoj prevođene književnice Ayfer Tunc, novinarke, publicistkinje i poznate aktivistkinje Ece Temelkuran, Nedima Gursela, europski poznatog turskog književnika prevođenog na više od 20 jezika, jednog od najznačajnijih mladih autora Turske Murata Uyurkulaka i Emraha Serbesa, poznatog scenarista i pisca krimića. Bio je to najsveobuhvatniji prikaz turske suvremene književnosti i kulture u Hrvatskoj do tada. U programu "Druga obala / L’altra costa" predstavio se dio suvremene talijanske literarne scene: Cladio Magris, Jole Zanetti, Giorgio Pressburger,  Luca Doninelli i Enrico Palandri.

#### Izlet u Rusiju, Socijalizam na klupi, Vojvodina - Regija u regionu (2013)
U svom 19. izdanju Sajam prvi put obrađuje paralelno tri teme: "Izlet u Rusiju - suvremena ruska književnost", "Socijalizam na klupi" - istraživanje fenomena socijalizma i "Vojvodina - Regija u regionu" - suvremena vojvođanska kultura i književnost. Ruska književnica i jedna od napoznatijih imena suvremene ruske književnosti Tatjana Tolstaja, svečano je otvorila Sajam. O aktualnoj ruskoj književnoj sceni, koja otvara mnoga društvena, politička i filozofska pitanja koje sa sobom nosi i živi postsocijalistička Rusija, govorilo je pet značajnih i poznatih ruskih autora: Ljudmila Ulickaja, Tatjana Tolstaja, Aleksandar Genis, Oleg Kašin i Sergej Birjukov. Program Vojvodina – Regija u regionu ugostio je najznačajnije vojvođanske književnike: Lasla Vegela, Lasla Blaškovića, Tomislava Žigmanova, Srđana Srdića, Srđana V. Tešina i Miću Vujičića. Zanimanje je izazvao kultni filmski redatelj Želimir Žilnik, miljenik filmske Pule i Boris Kovač, vojvođanski kompozitor, koji je održao u galeriji Svetih srca nesvakidašnji koncert sa svojim sastavom La Campanella. Tema "Socijalizam na klupi" bila je produkt suradnje dva snažna pulska entiteta: Sveučilišta Jurja Dobrile u Puli i Sa(n)jam knjige u Istri, odnosno suradnjom s Centrom za kulturološka i povijesna istraživanja socijalizma (CKPIS), kojeg vode mladi i priznati pulski znanstvenici. Tema je zastupljena u posebnom programu "CKPIS predstavlja" u kojem su sudjelovali Damir Agičić, Lada Duraković, Hrvoje Klasić, Boris Koroman, Andrea Matošević, Boris Miljković, Silvio Mirošničenko, Magdalena Najbar-Agičić, Igor Duda, Reana Senjković, Ivo Štivičić, Karin Taylor i Radina Vučetić. Prvi put na Sajmu i prvi put u Hrvatskoj ostvario se i program za knjiške profesionalce: "Fellowship - Kumpanija od libra", koji otvara nove mogućnosti poslovnih suradnji između organizatora poznatih književnih manifestacija, književnih agenata, prevoditelja, urednika te izdavača iz Hrvatske, Europe i svijeta. Sajam je zajedno s hrvatskim nakladnicima, predstavio suvremenu hrvatsku nakladničku i autorsku scenu i time postao mjesto na kojem se dogovaraju objavljivanja hrvatskih autora u inozemstvu te njihovo predstavljanje na značajnim svjetskim književnim festivalima. 

## Vanjske poveznice
- Službene stranice Sa(n)jam knjige u Istri
- Monte Librić - Festival dječje knjige i autora